# Металічний водень

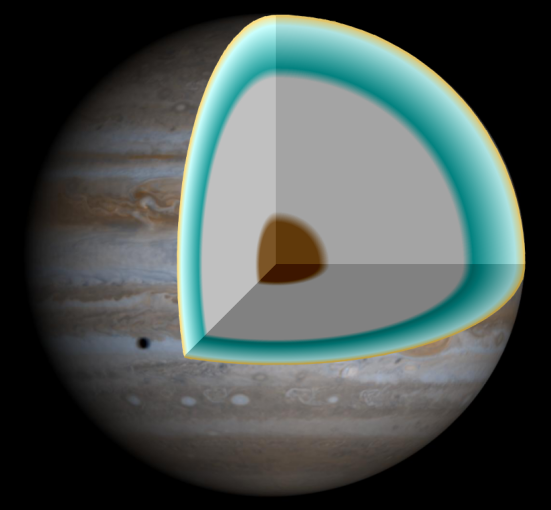
Газовий гігант на зразок Юпітера або Сатурна можуть мати значну кількість металічного водню (позначено сірим) та металічного гелію (позначено коричневим).

Металічний водень — теоретично передбачений агрегатний стан гідрогену, в якому атоми зв'язані металічним зв'язком. У такому стані водень повинен бути провідником.
Фазу металічного водню теоретично передбачили 1935 року Юджин Вігнер та Гіллард Белл Гантінгтон. За нормальних умов атоми Гідрогену об'єднуються в молекулу водню, тому утворення металічного водню можливе лише під високим тиском. Вважається, що металічний водень може існувати в ядрах планет-гігантів на зразок Юпітера. Вважається також, що при високому тиску водень радше рідина, а не тверде тіло. Є припущення, що така рідина може бути надпровідною.
Спостереження металічного водню в лабораторних умовах є викликом для фізиків, що займаються речовинами під високим тиском. У жовтні 2016 року з'явилося повідомлення про те, що металічний водень спостерігався в комірці з діамантовими ковадлами при тиску близько 495 ГПа
. Незалежних спостережень станом на січень 2017 ще не було. Деякі експерименти, проведені раніше, мали свідчення про поведінку матеріалу, сумісну з металічною, наприклад, спостереження нових фаз водню в статичних умовах, та спостереження переходу діелекрик-метал у дейтерії, про що свідчило збільшення оптичного відбиття.